# Tataouinea
Tataouinea là một chi khủng long, được Fanti Cau Hassine & Contessi mô tả khoa học năm 2013.